# Sous-région de Kouvola
La sous-région de Kouvola (finnois : Kouvolan seutukunta)  est une sous-région de la vallée de la Kymi en Finlande.

## Municipalités
Au niveau 1 (LAU 1) des unités administratives locales définies par l'Union européenne elle porte le numéro  081.
La sous-région est formée des municipalités suivantes : 
| Blason           | Municipalité         |
| ---------------- | -------------------- |
| Iitin vaakuna    | Iitti (municipalité) |
| Kouvolan vaakuna | Kouvola (vile)       |

## Démographie
Depuis 1980, l'évolution démographique de la sous-région de Kouvola est la suivante:
| Année      | 1980    | 1985    | 1990    | 1995    | 2000   | 2005   | 2010   |
| ---------- | ------- | ------- | ------- | ------- | ------ | ------ | ------ |
| population | 102 299 | 102 712 | 102 241 | 101 825 | 99 084 | 97 189 | 95 077 |